# Nucet (Bihor)
Nucet is een stad (oraș) in het Roemeense district Bihor. De stad telt 2394 inwoners (2002).
Steden met gemeentestatus: Aleșd · Marghita · Oradea · Salonta

Steden zonder gemeentestatus: Beiuș · Nucet · Săcueni · Ștei · Valea lui Mihai · Vașcău